# 정혁진 (1960년)
정혁진(鄭赫鎭, 1960년 7월 5일 ~ )은 전 KBO 리그 OB 베어스의 외야수이다.

## 출신학교
- 고려대학교